# سليمان في الإسلام
سُلَيْمَانُ بْنُ دَاوُدَ  في المعتقد الإسلامي هو ملك ونبي بني إسرائيل. وذكر القرآن عدة مواضيع عن سليمان ومعجزاته، فذكر عن ملكه، ونَسَبَ إليه جيشاً من الإنس والجن والطير، وقدرته على فهم لغاتهم أجمعين.

## الحكم في الحرث

داود، والد سليمان الذي حكم في الحرث.

أنعم الله على سليمان بالذكاء والفطنة، وقد أيده الله بالحكم الصحيح والقضاء بين الناس، وإحدى أحكام سليمان كانت في قضية الحرث. فقد رُوِي أن هناك رجلين دخلا على النبي داود أحدهما صاحب حرث، والآخر صاحب غنم، فقال صاحب الحرث: «إن هذا انفلتت غنمه فوقعت في حرثي فأفسدته فلم تبق منه شيئا»، فأعطاه داود رقاب الغنم في الحرث، فخرجا ومرا على سليمان وهو يومئذ ابن احدى عشرة سنة، فقال لهم: «كيف قضى بينكما؟» فأخبراه فقال سليمان: «لو وليت أمركما لقضيت بغير هذا» فقال: «أدفع الغنم إلى صاحب الزرع ينتفع بدرها ونسلها وصوفها، ويبذر صاحب الغنم لصاحب الحرث مثل حرثه، فإذا صار الحرث كهيئته دفع إلى أهله وأخذ صاحب الغنم غنمه». فبلغ ذلك داود فحكم بحكم سليمان، وذُكرت هذه الحادثة في القرآن في سورة الأنبياء: ﴿وَدَاوُدَ وَسُلَيْمَانَ إِذْ يَحْكُمَانِ فِي الْحَرْثِ إِذْ نَفَشَتْ فِيهِ غَنَمُ الْقَوْمِ وَكُنَّا لِحُكْمِهِمْ شَاهِدِينَ ۝٧٨ فَفَهَّمْنَاهَا سُلَيْمَانَ وَكُلًّا آتَيْنَا حُكْمًا وَعِلْمًا وَسَخَّرْنَا مَعَ دَاوُدَ الْجِبَالَ يُسَبِّحْنَ وَالطَّيْرَ وَكُنَّا فَاعِلِينَ ۝٧٩﴾

## توليه الحكم

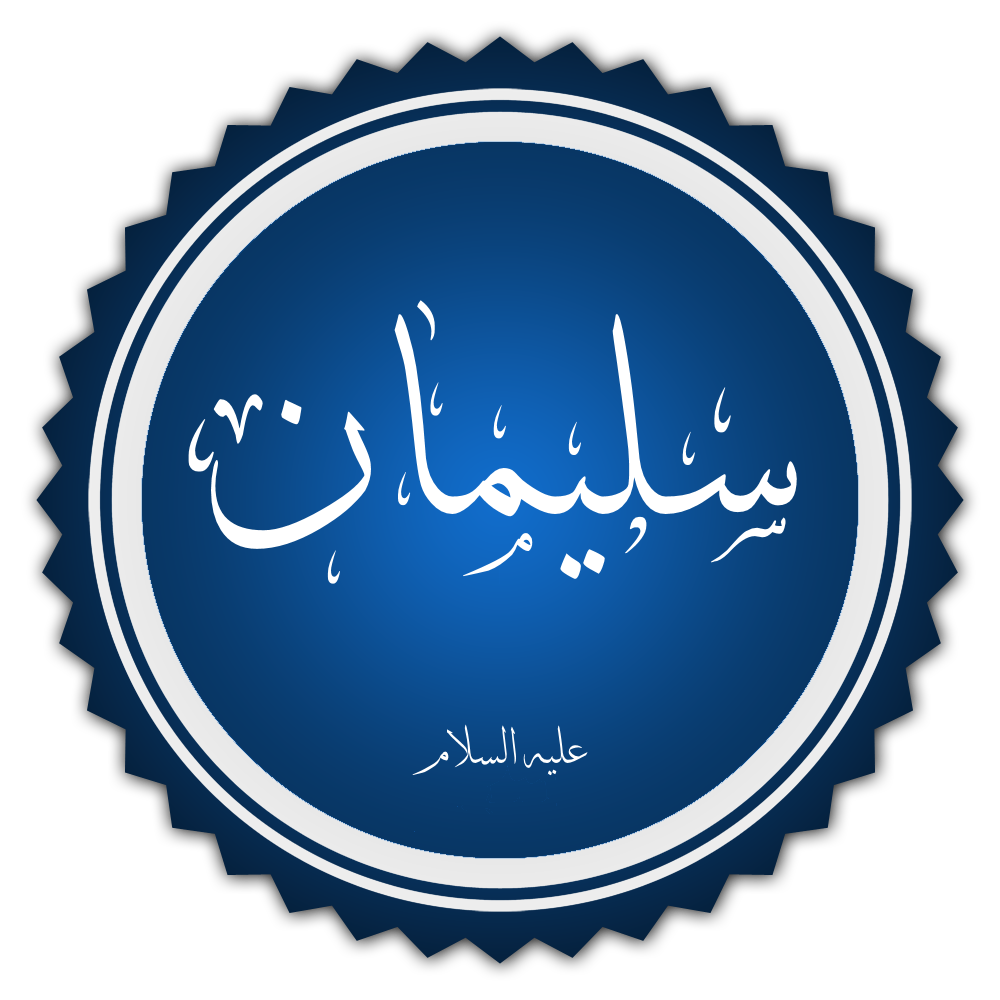
اسم سليمان (عليه السلام) بالخط العربي، ويلفظ بالعبرية شلومو.

تولى سليمان الحكم على بني إسرائيل في الثالثة عشر من عمره، بعد وفاة أبيه داود، وقد ورث منه العلم والملك والنبوة دون باقي أولاده كما في سورة النمل: ﴿وَوَرِثَ سُلَيْمَانُ دَاوُدَ وَقَالَ يَا أَيُّهَا النَّاسُ عُلِّمْنَا مَنْطِقَ الطَّيْرِ وَأُوتِينَا مِنْ كُلِّ شَيْءٍ إِنَّ هَذَا لَهُوَ الْفَضْلُ الْمُبِينُ ۝١٦﴾ وآتاه الله مع الملكِ النبوةَ، ودعا الله أن يؤتيه ملكا لا ينبغي لأحد من بعده، فاستجاب له وسخر له البشر والجن والشياطين والطير والريح، فكان إذا خرج من بيته متوجها إلى مجلسه أقبل إليه الطير، وقامت له الناس والجن حتى يجلس.

## الهدهد وبلقيس

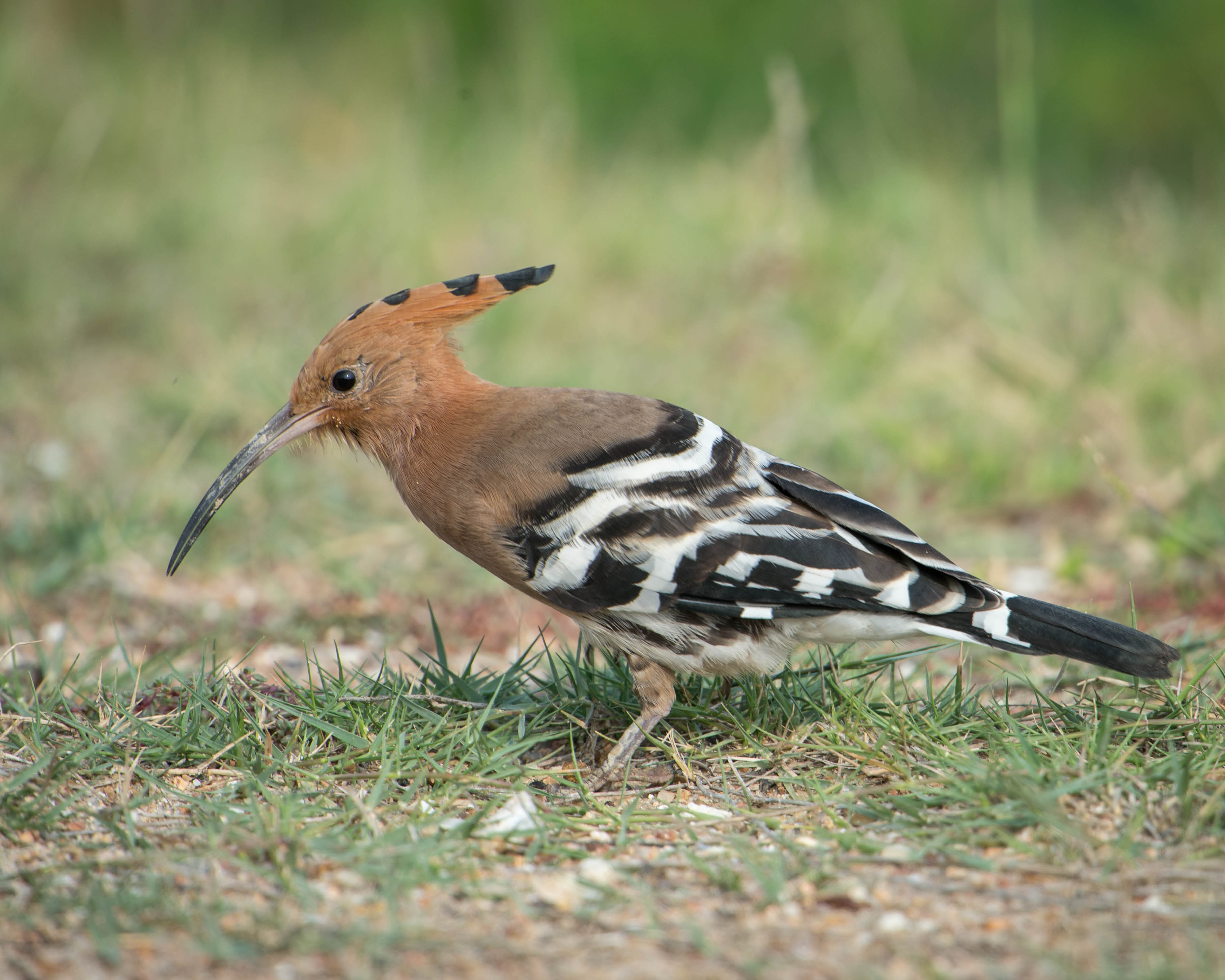
طائر الهدهد.

أنعم الله على سليمان فهمَ لغة الحيوان ومنطق الطيور واستخدام الجن، وكان في غاية الحمد والشكر لربه والاعتراف بفضله وإحسانه، وكان يستعين بالطير في مهام استكشافية للماء والتعرف على أخبار الأمم والشعوب الأخرى، ذات مرة تفقد سليمان الطير فتعجب من عدم وجود الهدهد. فقد غادر الهدهد المجلس دون إذن سليمان، فهدد سليمان الهدهد بالذبح إلا ان يأتي ببرهان واضح وعذر مقبول. مكث الهدهد قليلا ثم عاد لسليمان وسأله سليمان عن سبب غيابه فقال: «علمت علما تاما ليس في علمك، وجئتك من بلاد سبأ بخبر يقين موثوق». وكان خبره أنه وجد في بلاد سبأ مملكة عظيمة تحكمهم امرأة تدعى بلقيس، ووجد هذه الملكة وقومها يعبدون الشمس ويسجدون لها من دون الله، لأنهم كانوا مجوسا يعبدون الأنوار، وقال بأن الشيطان زين لهم قبيح أعمالهم وأزاحهم عن الطريق المستقيم وعبادة الله وحده.
فأجاب سليمان  طير الهدهد عن دفاعه واعتذاره، بأنه سيعرف مدى صحة قوله، إن كان صادقا أو كاذبا في أخباره ومقالته، لينجو الهدهد من وعيد سليمان خصوصا أنه أقسم على ذلك، فكتب سليمان كتابا لبلقيس صَدَّرَهُ بالبسملة وهو أول من كتبَ ، ثم دعاهم إلى الإيمان بالله وحده. وطلب من الهدهد أن يوصل الرسالة إلى بلقيس وقومها. وعاد الهدهد إلى سبأ وألقى لهم الكتاب كما أمره سليمان، ثم ابتعد عنهم قليلا، وانتظر رد الفعل، وماذا يقولون ويتشاورون ويتناقشون. قامت بلقيس بجمع أعيان مملكتها، واستشارتهم في الأمر، فذكروا لها أنهم ذوو قوة وبأس شديد، فذكرت لهم أن عاقبة الحرب إفساد الديار، وأنها ترى مسالمة سليمان بإرسال هدية إليه. فلما جاءته الهدية لم يقبلها، وهددهم بأن يرسل إليهم جنودا لا قبل لهم بها. فلم تجد الملكة مفرا من أن تسافر إلى مقر ملكه، فجمع سليمان قومه وأخبرهم بأنه يريد أن يحصل على عرشها قبل حضورها، فأخبره عفريت من الجن بأنه يمكنه أن يأتيه به قبل أن يقوم من مجلسه، وأخبره عالم من علماء قومه بأنه يمكنه أن يأتيه به في طرفة عين، فأحضره بإذن الله. شكر سليمان ربه أن جعل في ملكه مثل هذا الرجل المؤمن المتصل بالله سبحانه. وصلت بلقيس إلى مجلس سليمان ووقفت الملكة متعجبة مندهشة أمام هذه العجائب التي تعجز البشر، وتدل على أن سليمان سُخِّرَت له قوىً أكبر من طاقة البشر، فرجعت إلى الله وناجته معترفة بظلمها لنفسها فيما سلف من عبادة غيره، معلنة إسلامها.

## النملة
مرت جيوش سليمان قريبة من وادي النمل، ورأت نملة سليمان وجنوده فخافت على باقي النمل، وصاحت قائلة: ﴿يَا أَيُّهَا النَّمْلُ ادْخُلُوا مَسَاكِنَكُمْ لَا يَحْطِمَنَّكُمْ سُلَيْمَانُ وَجُنُودُهُ وَهُمْ لَا يَشْعُرُونَ ۝١٨﴾، سمع سليمان قولها فتبسم ضاحكا، وشكر الله على ما أنعم عليه.

## وفاته

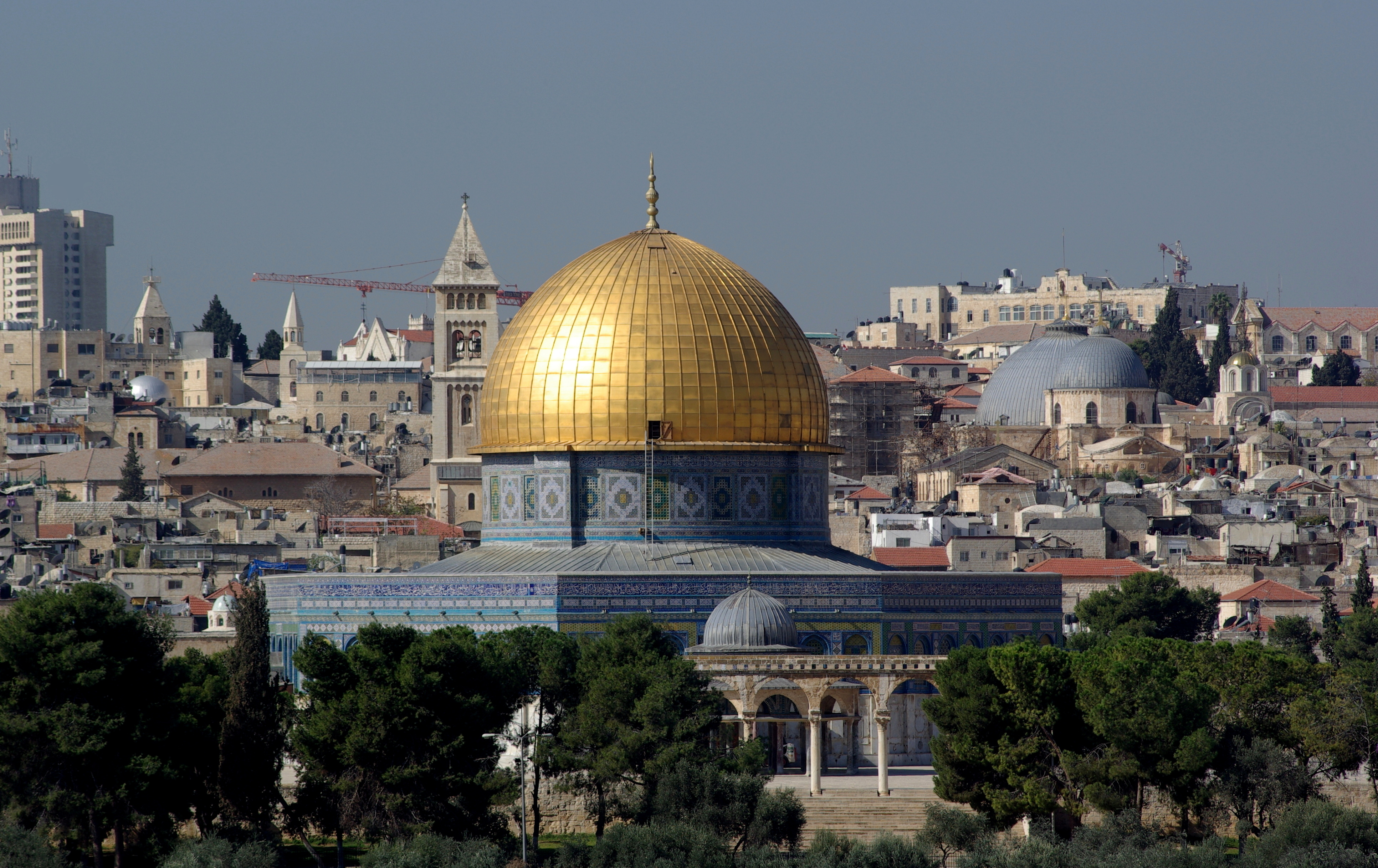
بيت المقدس، المكان الذي توفى فيه سليمان.

كان من عادة سليمان إذا صلى الفجر في بيت المقدس، أن يرى شجرة نابتة بين يديه فيسألها عن أسمها وشيئها، فتجيب الشجرة عن أسئلته. وبينما هو يصلي ذات يوم رأى شجرة خروب بين يديه، سألها: «لأي شيء أنت؟» قالت: «لخراب هذا البيت»،
قال سليمان «ما كان الله ليخربه وأنا حي، أنت التي على وجهك هلاكي وخراب البيت» ودعا سليمان الله قائلا:
| سليمان في الإسلام | اللهم عمِّ على الجن موتي حتى يعلم الناس أن الجن لا يعلمون الغيب | سليمان في الإسلام |
| — تفسير الطبري    |                                                               |                   |

وسبب دعائه كان زعم الجن على البشر بأنهم يعلمون الغيب، وكان يشرف على الجن في العمل الشاق ومن امتنع عن العمل عاقبه. واستجاب الله دعاءه وأمات سليمان وهو قائم ممسكا عصاه، فإن نظرت إليه الجن أثناء العمل، رأوه واقفا ممسكا بعصاه فيظنون أنه حي، فاستمروا في عملهم ظانين أن سليمان حي ويراقبهم. وبعد سنة من موته بدأ النمل يجتمع عند عصا سليمان ويأكل منها حتى أكلوا جزءها السفلي فسقطت العصا من يد سليمان وسقط جسده على الأرض. عندها أدركت الإنس والجن أن سليمان كان ميتا منذ مدة طويلة، فعلمت الناس أن الجن لا يعلمون الغيب كما يصفون نفسهم. قال تعالى: ﴿فَلَمَّا قَضَيْنَا عَلَيْهِ الْمَوْتَ مَا دَلَّهُمْ عَلَى مَوْتِهِ إِلَّا دَابَّةُ الْأَرْضِ تَأْكُلُ مِنْسَأَتَهُ فَلَمَّا خَرَّ تَبَيَّنَتِ الْجِنُّ أَنْ لَوْ كَانُوا يَعْلَمُونَ الْغَيْبَ مَا لَبِثُوا فِي الْعَذَابِ الْمُهِينِ ۝١٤﴾.

### باللغة العربيَّة
1. ↑  "ص230 - كتاب مجلة الجامعة الإسلامية بالمدينة المنورة - العدد موجز لتاريخ القدس حتى الفتح الإسلامي - المكتبة الشاملة". المكتبة الشاملة. مؤرشف من الأصل في 2022-09-27. اطلع عليه بتاريخ 2022-09-27.
2. ↑  القرآن الكريم، سورة النمل، الآية 17.
3. ↑  محيي الدين درويش (1992). إعراب القرآن وبيانه (ط. الرابعة). ج. السادس. ص. 347. مؤرشف من الأصل في 2022-09-27.
4. ↑  منصور عبد الحكيم (2007). 150 قصة للفراسة والذكاء: للأنبياء والصحابة والصالحين. مراجعة: طه عبد الرؤوف سعد (ط. 1). دار الكتاب العربي. ص. 12. ISBN:977-376-229-7. OCLC:4770364828. QID:Q117353233.
5. ↑  القرآن الكريم، سورة الأنبياء، الآيتان 78 و 79.
6. ↑  القرآن الكريم، سورة النمل، الآية 16.
7. ↑  صديق حسن خان (1992). فتح البيان في مقاصد القرآن. ج. العاشر. ص. 21. مؤرشف من الأصل في 2022-09-27.
8. ↑  ابن الأثير (1997). الكامل في التاريخ. تحقيق: عمر عبد السلام تدمري (ط. الأولى). ص. 200. مؤرشف من الأصل في 2022-08-05.
9. ↑  وهبة الزحيلي (2001). التفسير الوسيط (ط. الأولى). ج. الثاني. ص. 1871. مؤرشف من الأصل في 2022-09-27.
10. ↑  وهبة الزحيلي (2001). التفسير الوسيط (ط. الأولى). ج. الثاني. ص. 1872. مؤرشف من الأصل في 2022-09-27.
11. ↑  خاص. "من هو أول من كتب «بسم الله الرحمن الرحيم»؟". المهرة بوست. مؤرشف من الأصل في 2022-09-27. اطلع عليه بتاريخ 2022-09-27.
12. 1 2  جعفر شرف الدين (2000)، الموسوعة القرآنية خصائص السور، تحقيق: عبد العزيز بن عثمان التويجري (ط. 1)، بيروت: دار التقريب بين المذاهب الإسلامية، ج. 6، ص. 173، OCLC:949443888، QID:Q120489667 – عبر المكتبة الشاملة
13. ↑  القرآن الكريم، سورة النمل، من الآية 18.
14. ↑  "تفسير المنتصر الكتاني، صفحة 2، تفسير قوله تعالى: حتى إذا أتوا على واد النمل". المكتبة الشاملة. مؤرشف من الأصل في 2022-09-27. اطلع عليه بتاريخ 2022-09-27.
15. ↑  "قصة سليمان بن داود عليه السلام، وفاة سليمان، موقع طريق الإسلام". ar.islamway.net. مؤرشف من الأصل في 2022-09-30. اطلع عليه بتاريخ 2022-09-30.
16. ↑  القرآن الكريم، سورة سبأ، الآية 14.

### باللغات الأجنبية
1. ↑  Glasse, Cyril (1988). Concise Encyclopedia of Islam. p. 374.
2. ↑  "The Ant of Suliman (AS)". Hadith of the Day (بالإنجليزية البريطانية). 19 Oct 2016. Archived from the original on 2021-10-26. Retrieved 2022-09-28.
3. ↑  "Stories of the Prophets | Alim.org". www.alim.org (بالإنجليزية الأمريكية). Archived from the original on 2021-08-05. Retrieved 2022-09-30.

| سليمان في الإسلام |                            |            |
| سبقه داود         | الأنبياء في الإسلام سليمان | تبعه إلياس |